# Crying Freeman
Crying Freeman (Crying フリーマン?, Crying Furiiman) è un manga scritto da Kazuo Koike ed illustrato da Ryōichi Ikegami. È stato serializzato sulla rivista Big Comic Spirits della Shogakukan ed in seguito pubblicato in sei volumi tankōbon. Un primo adattamento italiano è stato effettuato da Granata Press tra il 1991 e il 1993. La Panini Comics ha ripubblicato l'opera in cinque volumi fedeli all'originale giapponese dal 18 maggio al 21 settembre 2006. Una nuova edizione, pubblicata da J-Pop, è invece uscita nel 2018. L'opera è conosciuta per la violenza e l'erotismo dei suoi disegni. Dal manga è stato tratto un anime OAV in 6 puntate, prodotto dal 1988 al 1994.
Crying Freeman è il soprannome del protagonista dell'opera, un uomo giapponese al servizio della mafia cinese (chiamata "I 108 Dragoni") con il corpo ricoperto da un vasto ed intricato tatuaggio. Personaggio discreto ma complesso, Freeman piange puntualmente dopo ciascun omicidio.

## Trama
Yō Hinomura (火野村窯?), un vasaio giapponese, viene in possesso di una pellicola che mostra un assassinio compiuto da un membro dei "108 Dragoni", una potente Mafia Cinese.
Quando si rifiuta di restituire il filmato, lo rapiscono. Ipnotizzato, viene addestrato a compiere omicidi per loro conto, ed il suo corpo viene tatuato con dei draghi. Gli viene dato il nome in codice "Crying Freeman" (uomo libero che piange), poiché piange dopo ogni uccisione, e desidera ardentemente riavere la libertà.
Durante uno dei suoi omicidi, viene visto da Emu Hino (日野絵霧), una bellissima e solitaria artista giapponese. Questa, sapendo che tanto dovrà essere uccisa, dipinge il ritratto dell'assassino ed attende che venga a prenderla. Faccia a faccia, gli chiede però un ultimo favore: copulare con lei, così da non morire vergine. Freeman esaudisce il suo desiderio, ma scopre poi di non riuscire ad ucciderla e i due finiscono con l'innamorarsi.
L'assassinio al quale Emu aveva assistito, però, era quello di un boss della yakuza, la quale ora è intenzionata a trovarla per poter scovare il killer. Un uomo della yakuza riesce ad entrare in casa di Emu, e cerca di costringerla a rivelargli il nome dell'assassino, ferendola gravemente. Freeman la porta poi in ospedale e le dice di incontrarsi più tardi all'Hinomura Kiln, dov'è intenzionato a lasciarla per non metterla in pericolo. Invece la ragazza lo riconduce ai 108 Dragoni, dove si fa tatuare con delle tigri, e i due decidono di sposarsi.
Il capo dei 108 Dragoni sceglie di nominare Freeman come suo erede. Gli viene dato il nome cinese Lóng Tài-Yáng (龍太陽 - sole-drago), mentre Emu diventa Hǔ Qīng-Lán (虎清蘭 - orchidea-tigre), poiché entrambi superano la prova che viene loro assegnata. Ma non finisce qui, in quanto dovranno affrontare sia sfide interne da parte di Bái-Yá Shàn (白牙扇) (Ivory Fan - Ventaglio d'avorio nella versione italiana), la nipote del capo dei 108 Dragoni, con la quale Freeman si contende il posto di erede, sia sfide provenienti dall'esterno, dalle altre losche organizzazioni.

## Personaggi
Membri dei 108 Dragoni:
- Yō Hinomura/Crying Freeman/Lóng Tài-Yáng (doppiato da Toshio Furukawa) - Il protagonista della storia
- Emu Hino/Hǔ Qīng-Lán (doppiata da Chiharu Kataishi) - La sua compagna
- Hǔ Fēng-Líng (虎風鈴) (doppiata da Nobuyo Tsuda) - Conosciuta anche come "La Nonna Tigre", uno dei precedenti leader dei 108 Dragoni
- Bái-Yá Shàn (白牙扇) (doppiata da Dump Matsumoto) - La nipote di Hǔ Fēng-Líng, che compete con Freeman per la successione dei 108 Dragoni
- Huáng Dé-Yuán (黄徳源) (doppiato da Ryusei Nakao) - Membro dei 108 Dragoni, e assistente di Freeman nelle sue missioni

## Live action
Esistono due live action prodotti ad Hong Kong, entrambi girati nel 1990 e basati sulla storia di Crying Freeman: Dragon from Russia (紅場飛龍) diretto da Clarence Fok Yiu-leung, e Killer's Romance (浪漫殺手自由人) diretto da Phillip Ko.
Nel 1995, il regista francese Christophe Gans girò un'altra versione live action intitolato appunto Crying Freeman, film che vide Mark Dacascos nel ruolo del protagonista.